# Almanaque Ação Magazine
Almanaque Ação Magazine foi uma revista em quadrinhos brasileira publicada pela Lancaster Editorial entre 2011 e 2012 com foco em HQs nacionais no estilo mangá. Criada pelo quadrinista Alexandre Lancaster, a revista foi inspirada nas antologias japonesas de mangá, como Shonen Jump, que reúnem várias histórias diferentes em capítulos para avaliar qual os leitores se interessam mais.

## Histórico
Em 2011, o jornalista e ilustrador Alexandre Lancaster lança uma editora própria, a Lancaster Editorial, que publica a revista Almanaque Ação Magazine, uma nova tentativa de implantar uma antologia de mangá brasileira. Lancaster, outrora redator do site Anime Pró e da revista Neo Tokyo, já havia lançado o projeto Ação Total em formato online, hospedado no site Anime Pró, porém o projeto foi cancelado. A edição zero foi lançada em um evento realizada pela Nippop com o apoio do consulado japonês do Recife.
A primeira edição contou com três histórias, que tinham em comum as referências ao Brasil, seja pela ambientação ser no país ou, no caso de Madenka de Will Walber, uma história de fantasia que usou elementos do folclore brasileiro. Em 2012, a revista  fez um concurso nacional de mangás, que foi vendido por Max Andrade com o one-shot PRÉ - O Drama da Escolinha!,  no mesmo concurso, Kaji Pato ficou em segundo lugar com a história Pet Cemetery, assinando como Kaji Orochi.
Em 2012, a revista Almanaque Ação Magazine ganhou o Prêmio Angelo Agostini de melhor lançamento. Além disso, Maurilio DNA, que publicou a HQ Tunado a partir da segunda edição da revista, ganhou como melhor desenhista. A revista teve apenas 4 edições impressas.